# 非關稅壁壘
非關稅壁壘（英语：Non-tariff barriers to trade，簡稱：NTB），或稱非關稅措施、非關稅貿易壁壘、非關稅貿易障礙，指一個國家透過關稅之外的方法控制對外貿易，達到在一定程度上減少進口的目的。透過這些手段可以起到貿易保護的作用，但也會使本國消費者蒙受損失。

## 特點
非關稅壁壘与關稅相比有三个主要特點：
1. 非關稅壁壘比關稅更靈活，具有針對性；
2. 非關稅壁壘比關稅保護作用更強烈、直接；
3. 非關稅壁壘比關稅更隐蔽、具有歧視性；

## 表現形式
- 进口禁令
- 出口限制
- 补贴：出口补贴和进口替代补贴等
- 通關環節壁壘
- 進口許可證
- 技術性貿易壁壘
- 更嚴厲的技術、衛生檢驗標準
- 貿易救濟措施
- 相關知識產權措施
- 服務貿易壁壘
- 外匯管制
- 歧視性政府採購
- 進口押金制
- 海關估價制

等等